# 플래그 (음악 그룹)
플래그는 대한민국의 음악 그룹이다. 2017년 디지털 싱글 앨범 [raise the FLAG high]로 데뷔했다.

## 음반
- raise the FLAG high (2017)
- 요기조기 (2017)
- 너 있는 곳 (2018)
- Moments (2019)
- 반가워 (2019)
- 4EVER YOUTH (2019)
- Easy All (2019)
- 주세요 (2020)
- 캐주얼 (2020)
- CHILLI (2020)

## 공연
- 대체 휴일? (2018)
- 플래그 1st SERENADE [Opening Ceremony] (2019)
- 스튜디오 시크릿라이브 - 춘천 (2019)
- LAYERED Vol.1 (2020)